# Vitalina Varela (film)
Pour plus de détails, voir Fiche technique et Distribution.
Vitalina Varela est un film portugais réalisé par Pedro Costa, sorti en 2019. Le film remporte le Léopard d'or au Festival international du film de Locarno 2019.

## Fiche technique
Sauf indication contraire, les informations mentionnées dans cette section peuvent être confirmées par la base de données cinématographiques IMDb,  présente dans la section « Liens externes ».
- Titre : Vitalina Varela
- Réalisation : Pedro Costa
- Scénario : Pedro Costa et Vitalina Varela
- Photographie : Leonardo Simões
- Pays d'origine : Portugal
- Genre : drame
- Durée : 124 minutes
- Dates de sortie :
  - Suisse : 14 août 2019 (Festival international du film de Locarno 2019)
  - Portugal : 31 octobre 2019
  - France : 12 janvier 2022

## Distribution
- Vitalina Varela
- Ventura
- Manuel Tavares Almeida
- Francisco Brito
- Marina Alves Domingues
- João Baptista Fortes
- Nilsa Fortes
- Lisa Lopi
- Benvinda Mendes
- Emídio Landim Monteiro
- Imídio Monteiro
- João Raimundo Monteiro
- Bruno Brito Varela

## Sortie

### Accueil critique
En France, le site Allociné recense une moyenne des critiques presse de 4,4/5.

## Distinctions

### Récompenses
- Festival international du film de Locarno 2019 : Léopard d'or et Léopard de la meilleure interprétation féminine[2]
- Festival international du film de La Roche-sur-Yon 2019 : Grand prix du jury[3]
- Festival international du film de Mar del Plata 2019 : Astor du meilleur réalisateur et Astor du meilleur acteur[4]
- Festival international du film de Gijón : meilleur film et meilleure photographie[5]

### Sélection
- Festival international du film de Toronto 2019 : sélection en section Wavelengths